# Stéphanie N'Guessan Kouassi
Stéphanie N'Guessan Kouassi, née le 8 avril 1982, est une lutteuse ivoirienne.

## Carrière
Stéphanie N'Guessan Kouassi est médaillée de bronze des moins de 56 kg aux Championnats d'Afrique 2001, médaillée de bronze des moins de 67 kg aux Jeux africains de 2003, médaillée de bronze des moins de 63 kg aux Championnats d'Afrique 2004, médaillée d'or des moins de 67 kg aux Championnats d'Afrique 2007 et médaillée de bronze des moins de 63 kg aux Championnats d'Afrique 2008.